# Rainald Goetz
Rainald Goetz (München, 1954. május 24.) német író.

## Élete és munkássága
Az érettségi után 1974-től Rainald orvostanhallgató volt, valamint ezzel párhuzamosan történelem szakra is beiratkozott. Történelemből 1978-ban, orvostanból 1982-ben doktorált. Az egyetem után recenziókat és riportokat írt, ma is Münchenben él és dolgozik.
1983-ban nagy feltűnést keltett, amikor a klagenfurti Ingeborg Bachmann-díj átadóján borotvapengével sérüléseket okozott magának. Ehhez hasonlóan az ugyancsak 1983-ban megjelent első regénye Irre – Őrület, amely Raspe asszisztensorvos történetét, pszichiátriai tapasztalatait, és drogba, erőszakba vezető menekülését mutatja be valamint ezzel párhuzamosan az akkori kulturális életet támadja súlyosan. A következő prózák Hirn – Agy és Kontrolliert – Kontroll alatt, valamint a Krieg – Háború című drámatrilógiával azt a törekvést folytatja, hogy a gyűlölet segítségével kiírja magát az önkontroll alól, az én és a nyelv börtönéből. 1998-tól 1999-ig naplóját a világhálón nyomon lehetett követni, ez később nyomtatásban is megjelent; Abfall für alle – Szemét mindenkinek. 2001-ben jelent meg a Jahrzehnt der schönen Frauen - A szép nők évtizede című könyve. 2007. februártól 2008. júniusig naplóját újra lehetett interneten követni, a Vanity Fair című lap honlapján. Később ez is megjelent könyvformában. 2009-ben jelent meg Loslabern - Pofázás című írása.

## Főbb művei
- Irre. Roman (1.) Frankfurt am Main: Suhrkamp, 1983
- Krieg. Stücke (2.1.) Frankfurt am Main: Suhrkamp, 1986 ISBN 978-3-518-39990-3
- Hirn. Schriftzugabe (2.2.) Frankfurt am Main: Suhrkamp, 1986 ISBN 978-3-518-39991-0
- Kontrolliert. Geschichte (3.) Frankfurt am Main: Suhrkamp, 1988 ISBN 978-3-518-40126-2
- Festung. Stücke (4.1.) Frankfurt am Main: Suhrkamp, 1993 ISBN 978-3-518-39944-6
- 1989. Material (4.2.) Frankfurt am Main: Suhrkamp, 1993 ISBN 978-3-518-45570-8
- Kronos. Berichte (4.3.) Frankfurt am Main: Suhrkamp, 1993 ISBN 978-3-518-39958-3
- Word I (12", 1994, Oliver Liebbel közösen)
- Word (Doppel-CD, 1994, Oliver Liebbel és Stevie B-Zettel közösen)
- Mix, Cuts & Scratches (5.5.1., Westbammal közösen). Berlin: Merve 1997 ISBN 978-3-88396-136-1
- Rave. Erzählung (5.1.) Frankfurt am Main: Suhrkamp, 1998 ISBN 978-3-518-39737-4
- Jeff Koons. Stück (5.2.) Frankfurt am Main: Suhrkamp, 1998 ISBN 978-3-518-39928-6
- Abfall für Alle. Roman eines Jahres (Online-Tagebuch, 1998/99, 5.5.) Frankfurt am Main: Suhrkamp, 1999 ISBN 978-3-518-45542-5
- Celebration. Texte und Bilder zur Nacht (5.4.) Frankfurt am Main: Suhrkamp, 1999 ISBN 978-3-518-45598-2
- Dekonspiratione. Erzählung (5.3.) Frankfurt am Main: Suhrkamp, 2000 ISBN 978-3-518-39877-7
- Jahrzehnt der schönen Frauen (5.7. Krank und Kaputt.) Berlin: Merve 2001 ISBN 978-3-88396-169-9
- Heute Morgen (Hang CD, két részben, a szövegeket Rainald Goetz olvassa, a zene Rainald Goetztöl és Westbamtól származik), 2001
- Heute Morgen (Összeállítás a Rave, Jeff Koons, Dekonspiratione, Celebration, Abfall für alle címekből). Frankfurt am Main: Suhrkamp, 2004 ISBN 978-3-518-45599-9
- Klage (Vanity Fair Weblog, 2007–2008, Buch 6. Schlucht. 1.) Frankfurt am Main: Suhrkamp, 2008 ISBN 978-3-518-42028-7
- Loslabern. Bericht. Herbst 2008. (Buch 6. Schlucht. 2.) Frankfurt am Main: Suhrkamp, 2009 ISBN 978-3-518-42112-3
- Loslabern (Hang CD, Rainald Goetz olvassa, ősbemutató a Bayern 2 rádióadó hör!spiel!art.mix műsorában, 2010. március 12-én). Intermedium Records, 2010
- (Albert Oehlennel közösen:) D·I·E – Abstract Reality. Berlin: Holzwarth Publications, 2010 ISBN 978-3-935567-50-3
- Elfter September 2010. Bilder eines Jahrzehnts. (Buch 6. Schlucht. 4.) Berlin: Suhrkamp, 2010 ISBN 978-3-518-42207-6